# Catedral basílica de San Antonio (Beaumont)
La catedral basílica de San Antonio (en inglés: Saint Anthony Cathedral Basilica) en Beaumont, Texas, Estados Unidos es la catedral de la diócesis de Beaumont. Fue catalogada como una propiedad que contribuye en el distrito comercial de Beaumont en el Registro Nacional de Lugares Históricos en 1978. La catedral fue elevada a la categoría de basílica menor en 2006.
La Catedral de San Antonio remonta su historia a 1853, cuando la Iglesia Católica envió sacerdotes a caballo para atender a los colonos en torno al puerto de Beaumont. En 1879, el obispo Jean-Marie Odin, CM, primer obispo de la diócesis de Galveston y el P. Vital Quiñón construyeron la iglesia de San Luis y establecieron la primera comunidad formal de una parroquia católica en Beaumont. La Catedral es la sucesora directo de esta pequeña limitada estructura comunitaria y parroquial. En 1901, tras el boom del petróleo, el obispo Nicolás Gallagher, tercer obispo de Galveston y el P. William Lee construyeron una iglesia nueva y más grande para tomar el lugar de la iglesia parroquial de San Luis. El obispo Gallagher cambió el nombre de la comunidad de la parroquia de St. Louis fue enviado a San Antonio. La piedra angular de la iglesia de San Antonio fue bendecida en 1903. En 1907 el obispo Gallagher dedicó esta nueva iglesia de ladrillo.